# Ebba Hultkvist Stragne
Ebba Johanna Birgitta Stragne, född Hultkvist den 26 september 1983 i Sollentuna, är en svensk skådespelare och PR-konsult. Hon är främst känd från TV-serien Skärgårdsdoktorn.

## Biografi
Stragne blev 1997 som 14-åring känd i rollen som läkardottern Wilma Steen i SVT:s TV-serie Skärgårdsdoktorn som sändes under tre år och fick stort genomslag. Hon fick därefter huvudrollen i långfilmen Festival från 2001 och under de följande åren medverkade hon även i några andra svenska filmer. 
Hon deltog i TV 4:s program Let's Dance 2007, där hon tävlade tillsammans med Jonathan Näslund; paret åkte ut i avsnitt 9. 
I slutet av 2012 spelade hon huvudrollen i en sing-a-longuppsättning av Askungen på Maximteatern.  Stragne har även gjort rösten till Ronja i datorspelet Ronja Rövardotter från 2000-talet. Hon tävlade i TV-programmet På spåret tillsammans med sin gamla medspelare Samuel Fröler år 2018 och 2019.

### Senare verksamhet
Stragne har avlagt civilekonomexamen vid Handelshögskolan i Stockholm. Hon har arbetat som projektledare på bokförlaget Natur & Kultur, som konsult och projektledare på PR-byrå, med skoförsäljning i England och varit volontär för Röda Korset på Astrid Lindgrens barnsjukhus. Stragne arbetar sedan 2013 som PR-konsult inom medierelationer och opinionsbildning.

### Familj
Ebba Stragne är gift och har två döttrar födda 2013 och 2016.

## Filmografi
- 1997–2000 – Skärgårdsdoktorn (TV-serie)
- 2000 – Livet är en schlager (cameo)
- 2001 – Festival
- 2001 – En förälskelse
- 2002 – Skönheten (kortfilm)
- 2003 – Detaljer
- 2004 - Vi på Saltkråkan (teater)
- 2010 – Holger & Vilde
- 2018 – På spåret (TV-serie)
- 2019 – Den inre cirkeln (TV-serie)
- 2019 – Eagles (TV-serie)
- 2019 – På spåret (TV-serie)